# Хаджі Алі

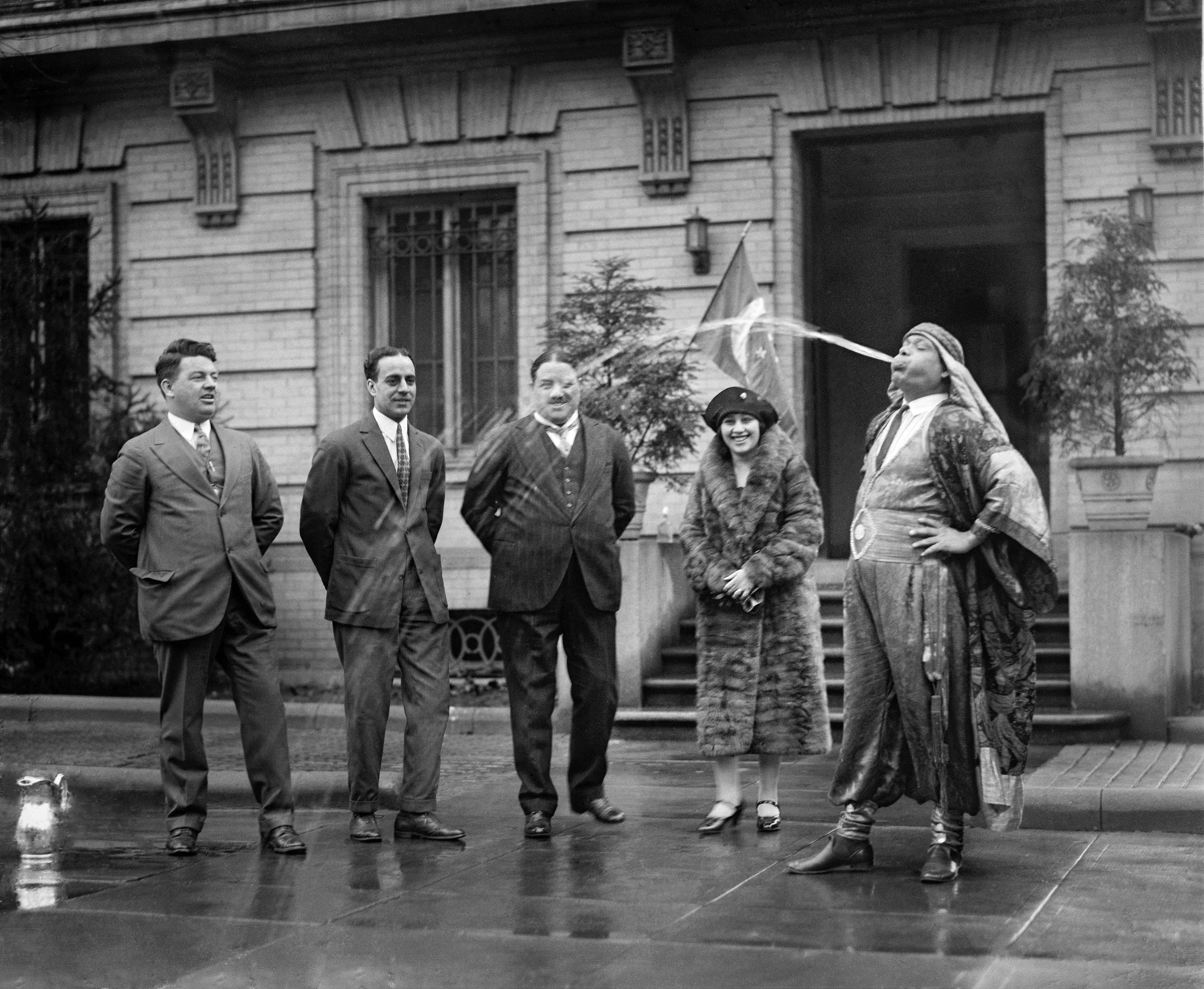
Хаджи Алі демонструє уміння регургітації.

Хаджи Алі (бл. 1887 — 1892 — 5 листопада 1937) — артист цирків і водевільних постановок, імовірно єгипетського походження, який виступав у Великій Британії та низки інших країн в першій половині XX століття, який був відомий своїми номерами з актами контрольованої регургітації (викидання з організму проковтнулих субстанцій). Його найбільш відомі трюки включали випускання з рота одного або декількох контрольованих потоків води, ковтання запалених сигарет, а також ковтання різних предметів, найчастіше горіхів або носових хусток, з подальшим їх викиданням з глотки в порядку, обраному глядачами. Найвідоміший трюк Алі, який був ключовою частиною його виступів, полягав у поглинанні їм спочатку великої кількості води, а потім гасу, після чого він діяв по черзі як «людина-вогнемет» і «людина-вогнегасник», коли він вивергав обидві рідини на театральний реквізит. У процесі виконання ним цих трюків групі людей з глядацької аудиторії завжди було запропоновано подивитися шоу на дуже близькій відстані, щоб переконатися, що Алі не обманює публіку.
Хоча він ніколи не став широко відомим, Алі придбав вірних шанувальників в колах шанувальників водевілів і циркових шоу в Сполучених Штатах. Він виступав навіть перед главами держав. Джуді Гарленд назвала його своїм улюбленим водевільним артистом, а Девід Блейн назвав Алі своїм улюбленим ілюзіоністом. Епізоди його уявлень були зняті на плівку у вигляді  короткометражних фільмів:  Strange as It Seems  (1930) і  Politiquerias  (1931), іспаномовної версії фільму  Лорела і Харді  Chickens Come Home . Два документальні фільми містять кадри з Алі, взяті з  Politiquerias :  Gizmo  1977 року і  Vaudeville  1999 року. Незвичайні здібності шлунка Алі спричинили чутоки про те, що Рокфеллерівський університет запропонував велику суму грошей, щоб отримати його шлунок після його смерті для вивчення. Після того як він помер в Англії, його тіло було запропоновано  Університету Джона Хопкінса для вивчення, але пропозиція була відхилена.

## Інтернет-ресурси
- Вікісховище має мультимедійні дані за темою: Хаджі Алі
- 1934 Hadji Ali postcard from Ripley's Believe it or Not's «Odditorium» exhibit